# Гундердорф
Гундердорф (нім. Hunderdorf) — громада в Німеччині, розташована в землі Баварія. Підпорядковується адміністративному округу Нижня Баварія. Входить до складу району Штраубінг-Боген. Центр об'єднання громад Гундердорф.
Площа — 22,24 км2. Населення становить 3264 ос. (станом на 31 грудня 2020).

## Галерея

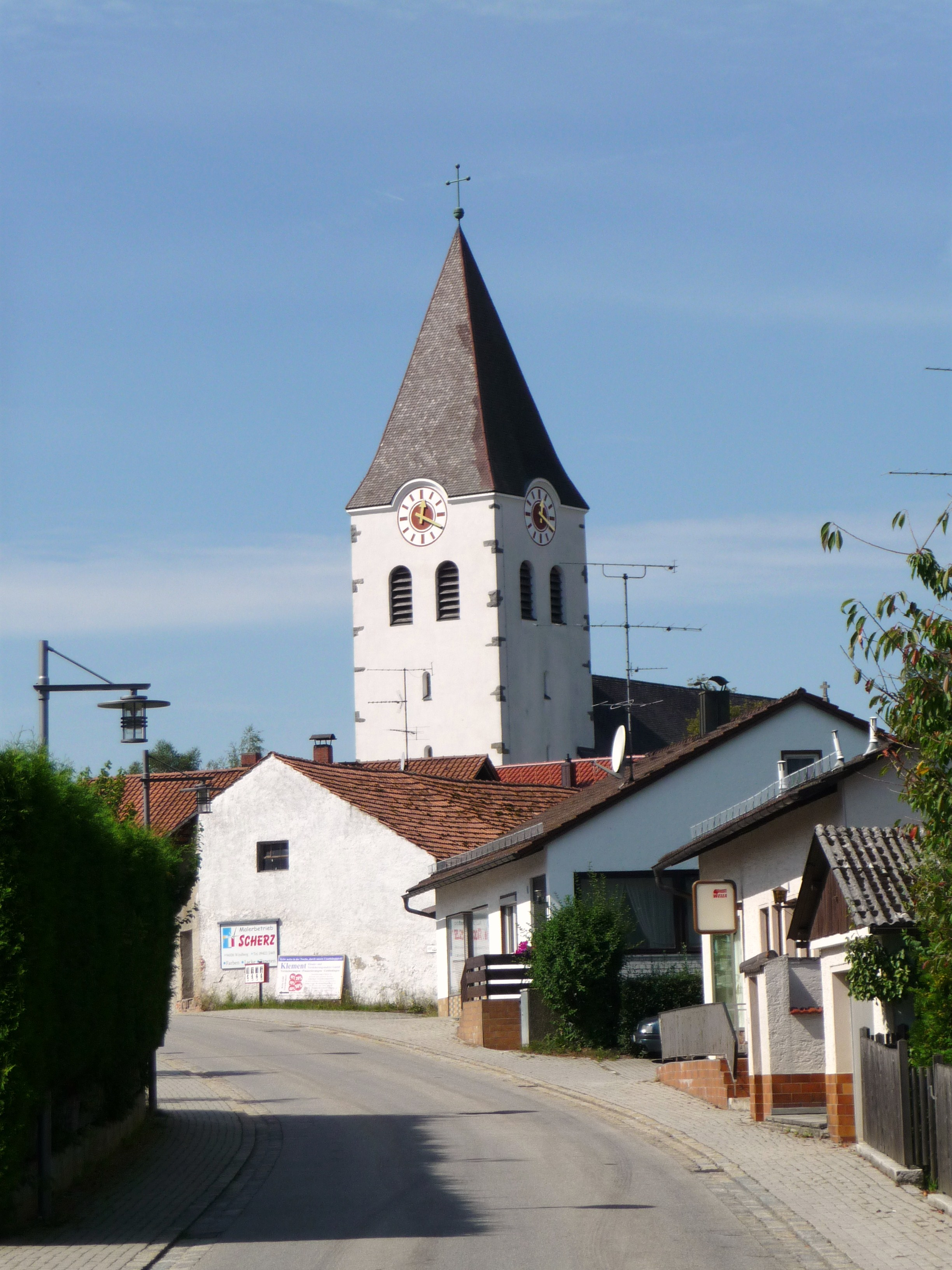
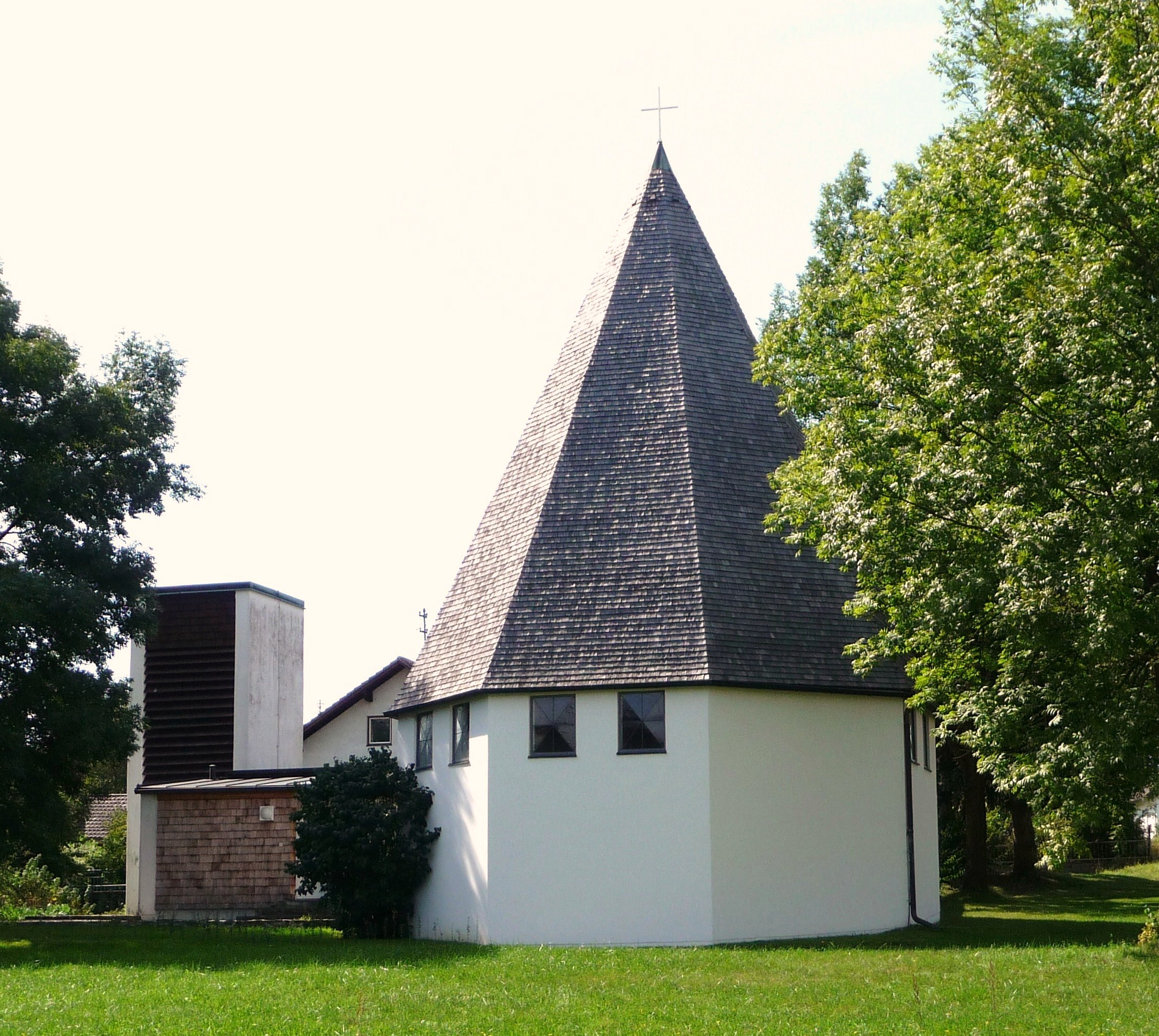